# João II de Bettencourt

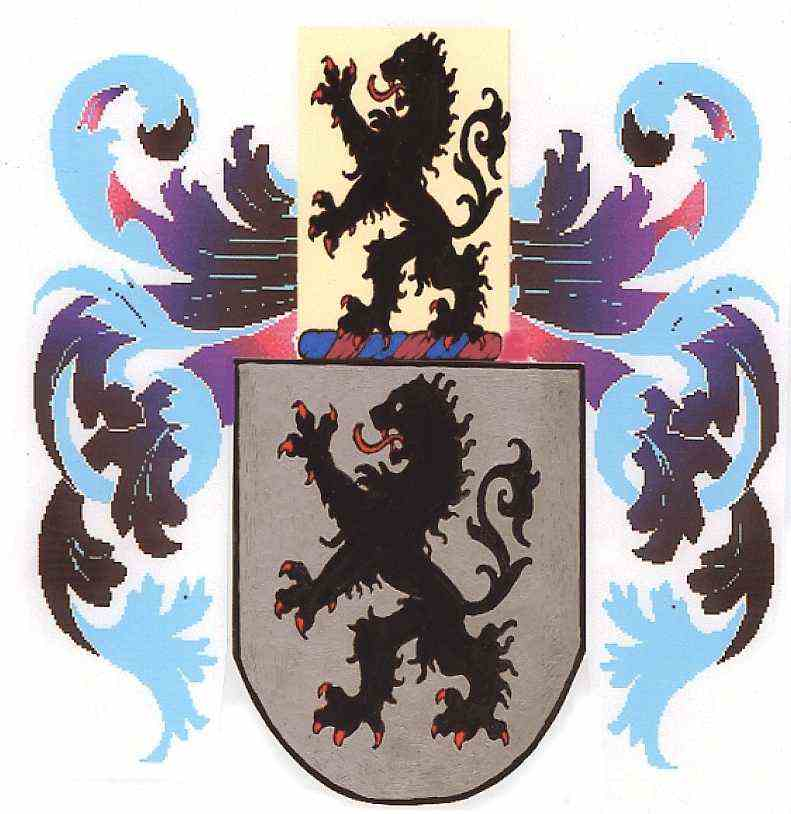
Brasão da família Bettencourt.

Brasão com as Armas de Harcourt.

João II de Bettencourt (em francês: Jean; 1310 - 1357) foi um nobre do Reino de França e Senhor das terras de Béthencourt e de St. Vincent de Rouvray na comuna francesa, situada no departamento do Nord na região de Nord-Pas-de-Calais, Normandia, França.

## Relações familiares
Foi filho de João I de Bettencourt (1275 - 1337) e de Diane Nicole (1280 - ?), Senhora de Grainville-la-Teinturière. Casou em 1338 com Isabel de Saint Martin ou Isabel de Clermont (Saint-Martin-le-Gaillard, Eu, Dieppe, actual Sena Marítimo, França, 1320 - 1376), filha de João I de Harcourt (1198 - 5 de novembro de 1288) e de Alice de Beaumont, de quem teve:
1. João III de Bettencourt (1339 - ?) casado com Maria de Braquemont filha de Reginaldo de Braquemont (1300 - 13 de março de 1364),
2. Joana de Bettencourt (1350 - ?) casada por duas vezes, a primeira com Pedro de Neuville e a segunda com Eustácio de Erneville.